# Upper Saloum
Il distretto di Upper Saloum è un distretto del Gambia nella Divisione del Central River con 15.970 abitanti al censimento del 2003.

## Società

### Evoluzione demografica
In base ai dati del censimento 1993 la popolazione del distretto era così suddivisa dal punto di vista etnico:
| Etnia       | Abitanti | %     |
| ----------- | -------- | ----- |
| Mandingo    | 213      | 1,87  |
| Fulani      | 4.456    | 39,18 |
| Wolof       | 6.430    | 56,54 |
| Jola        | 26       | 0,23  |
| Serahule    | 31       | 0,27  |
| Altre etnie | 217      | 1,91  |